# Чаєнн Рова
Чаєнн Рова (23 квітня 1995) — фіджійська плавчиня.
Учасниця Олімпійських Ігор 2020 року. Бронзова медалістка Чемпіонату Океанії 2018 року на дистанції 100 м на спині. Переможниця Тихоокеанських ігор 2019 року в естафеті 4х100 м вільним стилем.